# Parc régional Monti Picentini
Le parc régional Monti Picentini est un espace naturel protégé créé dans la région de Campanie en 1993 dans la province d'Avellino et province de Salerne dont le siège administratif est situé dans la commune de Nusco,.

## Territoire
Le parc se développe sur les Monti Picentini (it), une zone calcaire-dolomie située entre les provinces d'Avellino et de Salerne. Le plus haut sommet est le Mont Cervialto (1 810 m), suivi du Mont Terminio (1 806 m), du Mont Polveracchio (1 790 m), de l'Accellica ( 1 660 m), du Mont Mai (1 606 m), du Pizzo San Michele (1 567 m), du Montagnone di Nusco (1 486 m).
Le parc comprend l'oasis du Monte Polveracchio, l'oasis de la Valle della Caccia, l'oasis de Frassineto et le plateau de Laceno.

## Flore
Riche en bois de hêtre, de chêne vert, d'érable, d'aulne et de châtaignier, il conserve une grande superficie de pin noir.

## Galerie

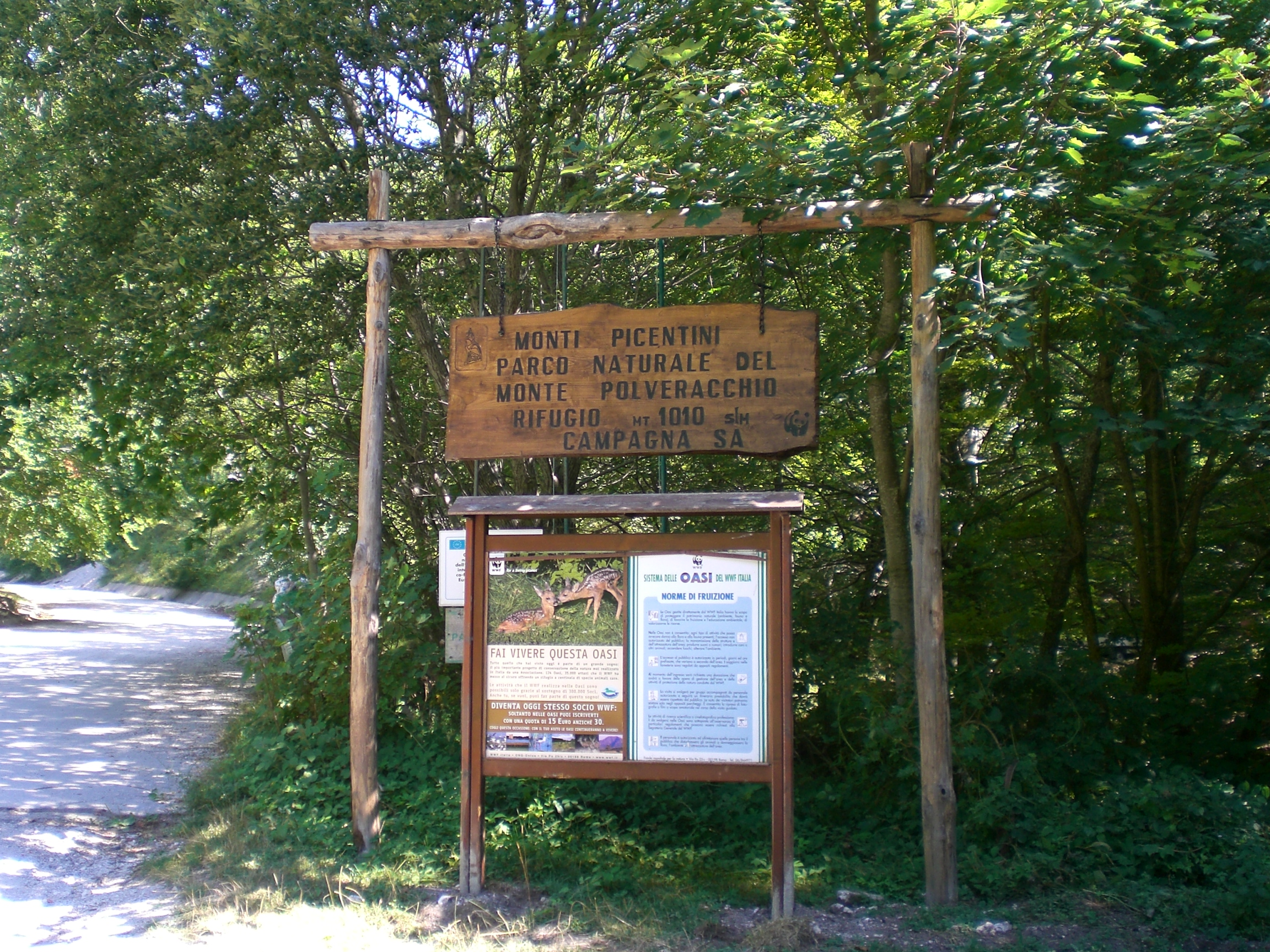
Oasis de Polveracchio.
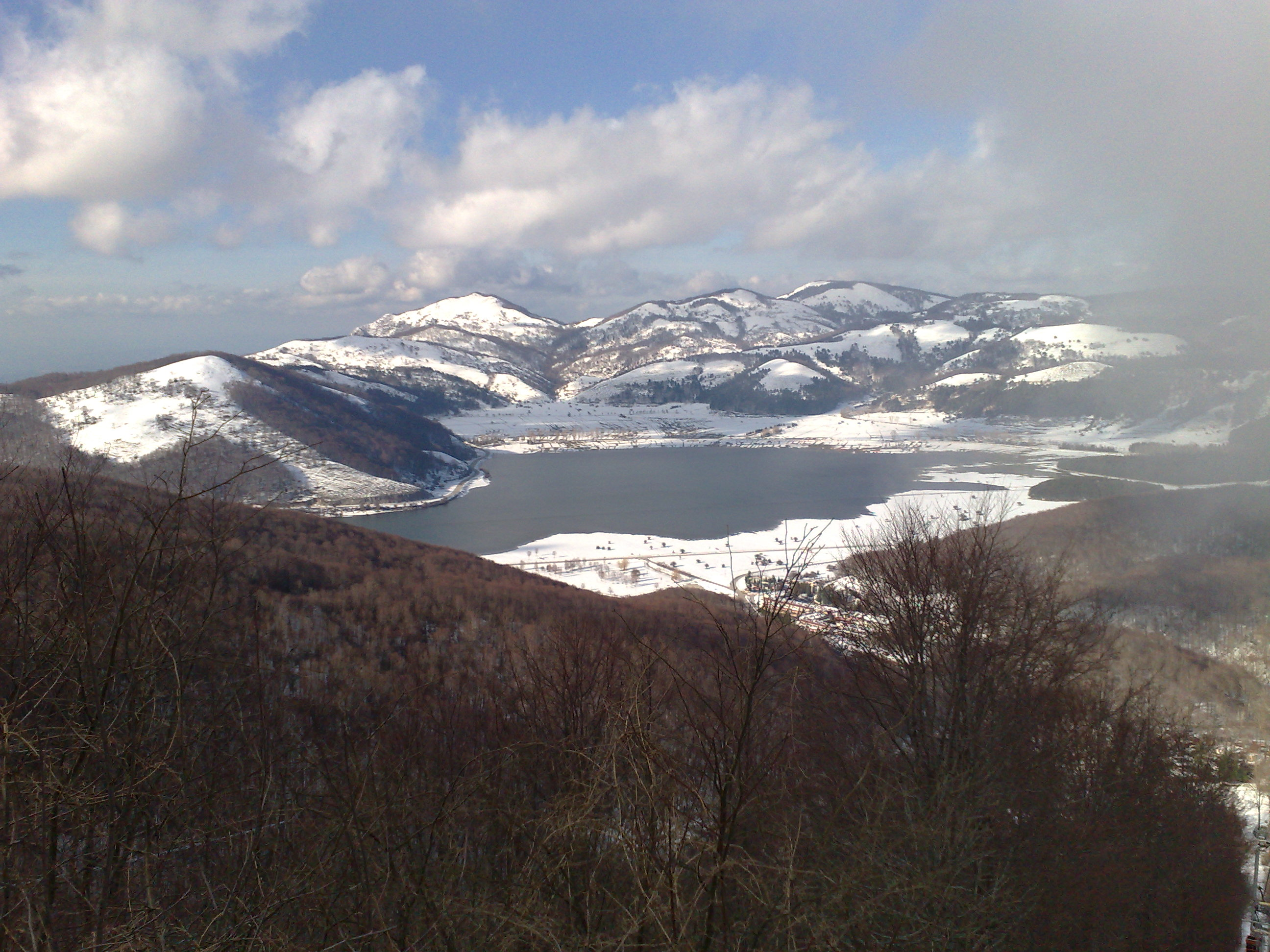
Plateau de Laceno.